# 根笠站
根笠站（日语：／ Nekasa eki */?）是位於山口縣岩國市美川町根笠，錦川鐵道的錦川清流線車站。
在舊國鐵岩日線時代，車站名稱日文讀法為。

## 歷史
- 1960年（昭和35年）11月1日 - 日本國有鐵道（國鐵）岩日線開設此站。
  - 當時車站位於山口縣玖珂郡美川町（日语：美川町 (山口県)）大字根笠。
- 1987年（昭和62年）
  - 4月1日 - 伴隨國鐵分割民營化，車站由西日本旅客鐵道（JR西日本）營運。
  - 7月25日 - 由錦川鐵道接管岩日線[5]。
- 2006年（平成18年）3月20日 - 隨著岩國市（第二次）成立，車站地址變成現時的地址。

## 車站構造
車站是一座地面車站，設有1面1線的單式月台，錦町方向的列車會開啟右邊車門（靠川一邊）。
此站是無人車站，沒有車站大樓。月台上設有上蓋和候車室。位於月台中間的候車室旁設有車站出入口。車站位於較高位置，站前較低於設有站前廣場和山口縣道5號線。
此站沒有商店（包括自動販賣機）。廁所位於站前廣場下方。在山口縣道5號沿線上設有「根笠站前」巴士站，該巴士站附近設有公廁。另外，站前廣場設有租賃單車的車庫。

## 車站周邊

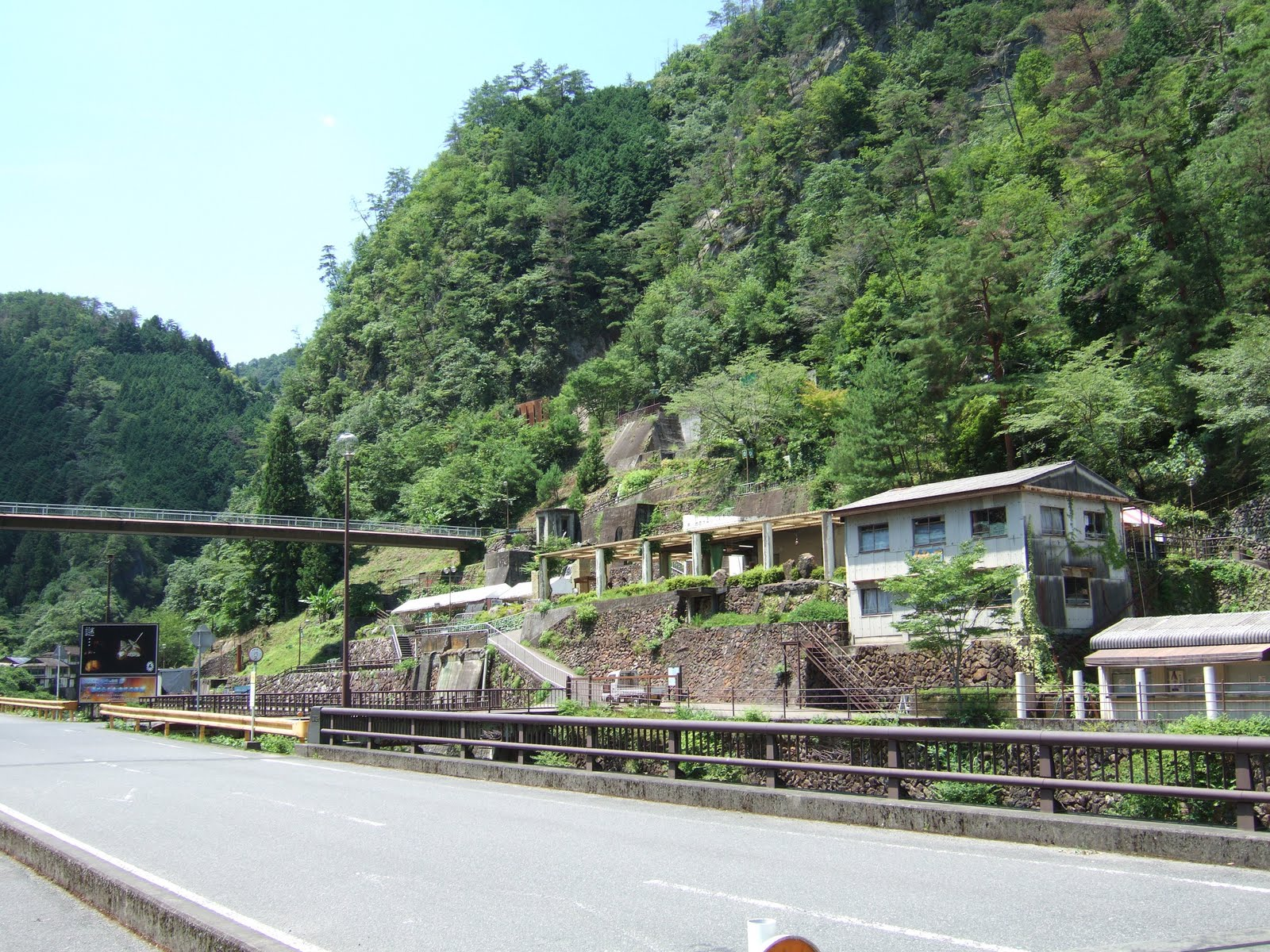
美川木谷

站前設有錦川流過，對面岸設有國道187號。站前設有山口縣道5號，該縣道途經渡里橋跨過錦川。
- 山之內龜山公園[2][12][13]
- 地底王國 美川木谷[2][14]
- 岩屋觀音窟[15]
- 觀音水車登丸君[16]
- 岩國市政廳美川分所根笠出張所[2][17] - 位於「美川林業中心」內。該處同時設有根笠簡易郵局[18][19][20]
- 山內神社
- 金光教桑根教會[21]
- 中川渡里鮮魚食料品店 - 設有飲品自動販賣機[注 2]
- 山清旅館
- 藤本針灸院
- 錦川第二發電站

## 巴士路線
以下所有路線都是由岩國市生活交通巴士行走（路線資料截至2017年12月），並且班次較少，年尾年頭（12月31日～1月2日）暫停服務
「根笠站前」巴士站（位於站前廣場下，山口縣道5號上）
美川地域內路線〔錦中學前 - 錦町站 - 柳瀨橋 - 河山站 - 渡里橋（- 根笠站前 - 大正橋） - 南桑本町 - 小鄉橋〕 - 星期三暫停服務
佐手、押谷、奴田原線（福田醫院前 - 根笠站前 - 大正橋 - 奴田原 - 上押谷） - 除了假日外，逢星期三、六服務（1往返班次）
「渡里橋」巴士站〔跨越渡里橋後的位置，國道187號上）。步行約3分鐘〕
除了「根笠站前」巴士站停靠的路線外，還有下列3路線
西谷、東谷、立木線（福田醫院前 - 渡里橋 - 本鄉口 - 柳瀨橋 - 東谷 - 西谷） - 除了假日外，逢星期一、三服務（1往返班次）
豬之木屋、藤谷、天竺線（福田醫院前 - 渡里橋 - 本鄉口 - 河山站 - 豬之木屋） - 除了假日外，逢星期二、六服務（1往返班次）
市原線（福田醫院前 - 渡里橋 - 本鄉口 - 市原 - 周防尾崎） - 除了假日外，逢星期一、四服務（1往返班次）

## 相鄰車站
錦川鐵道
錦川清流線
南桑－（臨）清流見晴－根笠－河山

## 注腳

## 外部連結
- 錦川清流線各站介紹 根笠站 （页面存档备份，存于）（日語）（錦川鐵道）